# パチスロうる星やつら2
『パチスロうる星やつら2』は、2009年にサミーから発売されたパチスロ機（5号機）である。高橋留美子の漫画『うる星やつら』をモチーフにしている。販売台数は2010年3月末時点で約16,000台。

## 概要
- 本機は2007年に銀座（製造はサミー）から販売されたパチスロうる星やつらの続編機である。
- ボーナスゲームは前作とは異なりビッグボーナス（344枚を超える払い出しで終了）、ミドルボーナス（一般的に言うレギュラーボーナス、105枚を超える払い出しで終了）の2種類となった。

## オリジナルソング
COSMIC x L.O.V.E.、LOVE×∞（ラブ・インフィニティ）、宇宙大シャッフルの3曲。ボーナス楽曲に使われている。COSMIC x L.O.V.E.が赤7ビッグ、青7ビッグ。LOVE×∞がラムBIG。宇宙大シャッフルは赤青BIG。COSMIC x L.O.V.E.とLOVE×∞の人気が高い。なおパチスロうる星やつら（1）のHYPER BIG BONUSのオリジナル曲Be With YouもPREMIUM BIG BONUSの曲として使われている。歌手名はSammyのサイトで公表されたものがあり、COSMIC x L.O.V.E.の歌手は井上みゆ、LOVE×∞の歌手はKAORIである。なおKAORIは織田かおりの別名義。井上みゆは自らのブログでも公表している。作曲者は非公表だが、関係者が自らのツイッターやブログで公表したものはある。COSMIC x L.O.V.E.の作曲者は坂本英城、LOVE×∞の作曲者は尾澤拓実である。オリジナル歌3曲とBGM「鬼ごっこタイム」は、その後CD「Sammy presents　『Pachi Slot Music CREATORS' SELECT』」（WAVE MASTER INC. PCCR-90042 2011年2月16日）に他のパチスロの機種の曲とともに収録された
。なお曲名の表記が、SammyのサイトではCOSMIC x L.O.V.E.だったが、CDではCOSMIC x LOVEになっている。CDの歌詞カードに作曲者名、作詞者名、歌手名は書かれている。LOVE×∞の作詞は尾澤拓実。宇宙大シャッフルの歌手は遠藤綾、作詞はTARGETである。COSMIC x L.O.V.E.の作詞はSammyとなっている。

## 声の出演
ラム以外はTVアニメ版と声優が異なる。
- ラム - 平野文
- 諸星あたる - 岸尾だいすけ
- 面堂終太郎 - 三木眞一郎
- 三宅しのぶ - 西村ちなみ
- サクラ、面堂了子 - 恒松あゆみ
- 藤波竜之介 - くまいもとこ
- 竜之介の父、錯乱坊 - 梅津秀行
- 温泉マーク、レイ、ラムの父 - 宇垣秀成
- テン - 成田紗矢香
- 校長、黒子 - 太田哲治
- 弁天 - 根本圭子
- おユキ - 加藤優子
- ラン - 城雅子
- 飛鳥 - 茶乃
- 因幡 - 森伸
- 望 - 吉田小百合

## スペック
- ボーナス確率（メーカー発表値）

| 設定 | BB確率 | MB確率 | 合成確率 |
| ---- | ------ | ------ | -------- |
| 1    | 1/288  | 1/385  | 1/165    |
| 2    | 1/277  | 1/354  | 1/155    |
| 3    | 1/258  | 1/337  | 1/146    |
| 4    | 1/247  | 1/309  | 1/137    |
| 5    | 1/226  | 1/295  | 1/128    |
| 6    | 1/208  | 1/257  | 1/114    |

## 外部サイト
- うる星やつら2特設サイト（BGMに注意）